# カンディド・ビド
カンディド・ビド（Cándido Bidó、1936年5月20日 - 2011年3月7日）は、ドミニカ共和国の画家。モンセニョール・ノウエル州ボナオ出身。
ドミニカ共和国を代表する現代画家の一人で、鮮やかな配色の風景画や人物画を描いていた。2011年3月7日、サントドミンゴにて74歳で亡くなっている。